# Chenonceaux
Chenonceaux [ʃənɔ̃so] ist ein Dorf und eine Gemeinde mit 334 Einwohnern (Stand 1. Januar 2022) im französischen Département Indre-et-Loire in der Region Centre-Val de Loire. Die Gemeinde gehört zum Arrondissement Loches und zum Kanton Bléré. Sie liegt etwa 25 Kilometer östlich von Tours am rechten Ufer des Cher. Die Bewohner werden Chenoncellois und Chenoncelloises genannt.

## Bevölkerungsentwicklung

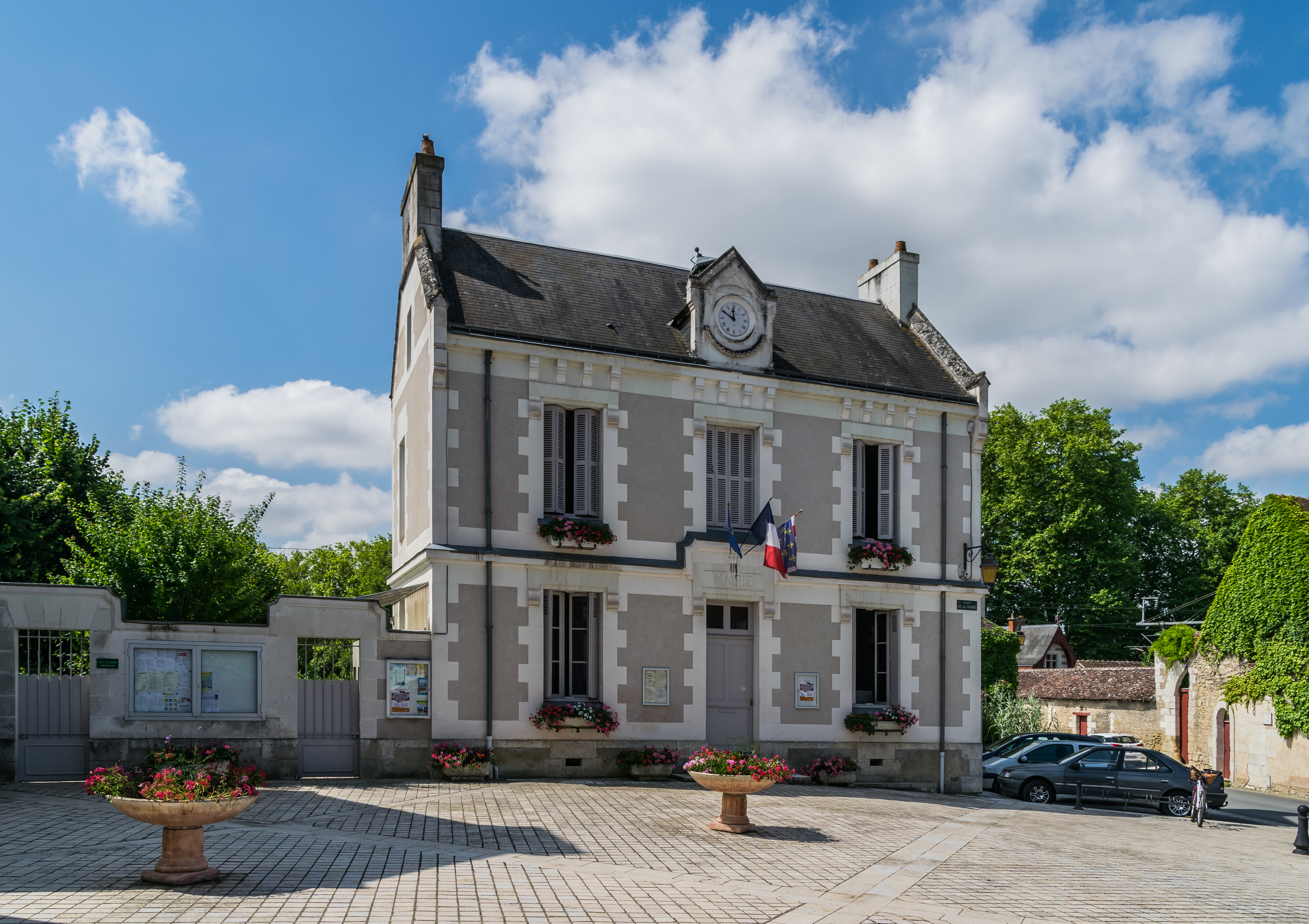
Mairie (Rathaus)

| Jahr                       | 1962 | 1968 | 1975 | 1982 | 1990 | 1999 | 2006 | 2018 |
| Einwohner                  | 301  | 308  | 316  | 361  | 313  | 326  | 339  | 350  |
| Quellen: Cassini und INSEE |      |      |      |      |      |      |      |      |

## Sehenswürdigkeiten
- Schloss Chenonceau – ohne „x“ am Ende; der Unterschied in der Schreibweise stammt der Überlieferung nach aus der Zeit der Französischen Revolution, als die damalige Besitzerin, Madame Dupin, sich durch das Weglassen des Buchstabens vom Ort absetzen wollte. Seitdem wird der Ort mit und das Schloss ohne „x“ geschrieben.
- Haus aus dem 16. Jahrhundert, genannt „Maison des Pages“, seit 1926 als Monument historique eingeschrieben
- Pförtnerhaus, erbaut 1877, seine Sprossenfenster und gotischen Lukarnen erinnern an die Architektur des Schlosses, seit 1984 als Monument historique eingeschrieben
- Romanische Pfarrkirche Saint-Jean-Baptiste aus dem 12. Jahrhundert, Langhaus im Jahr 1515 neu gebaut, seit 1947 als Monument historique eingeschrieben

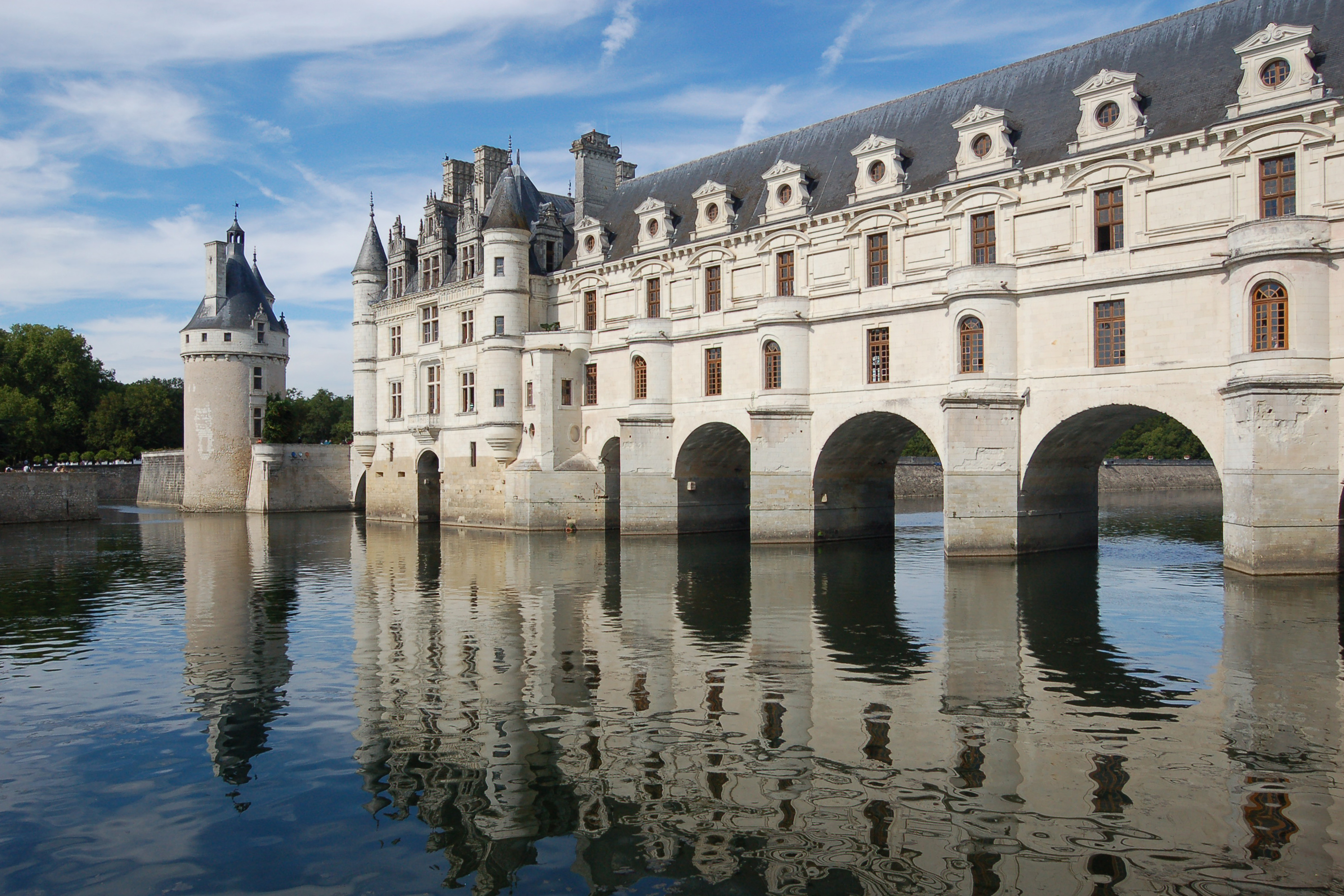
Schloss Chenonceau über dem Cher
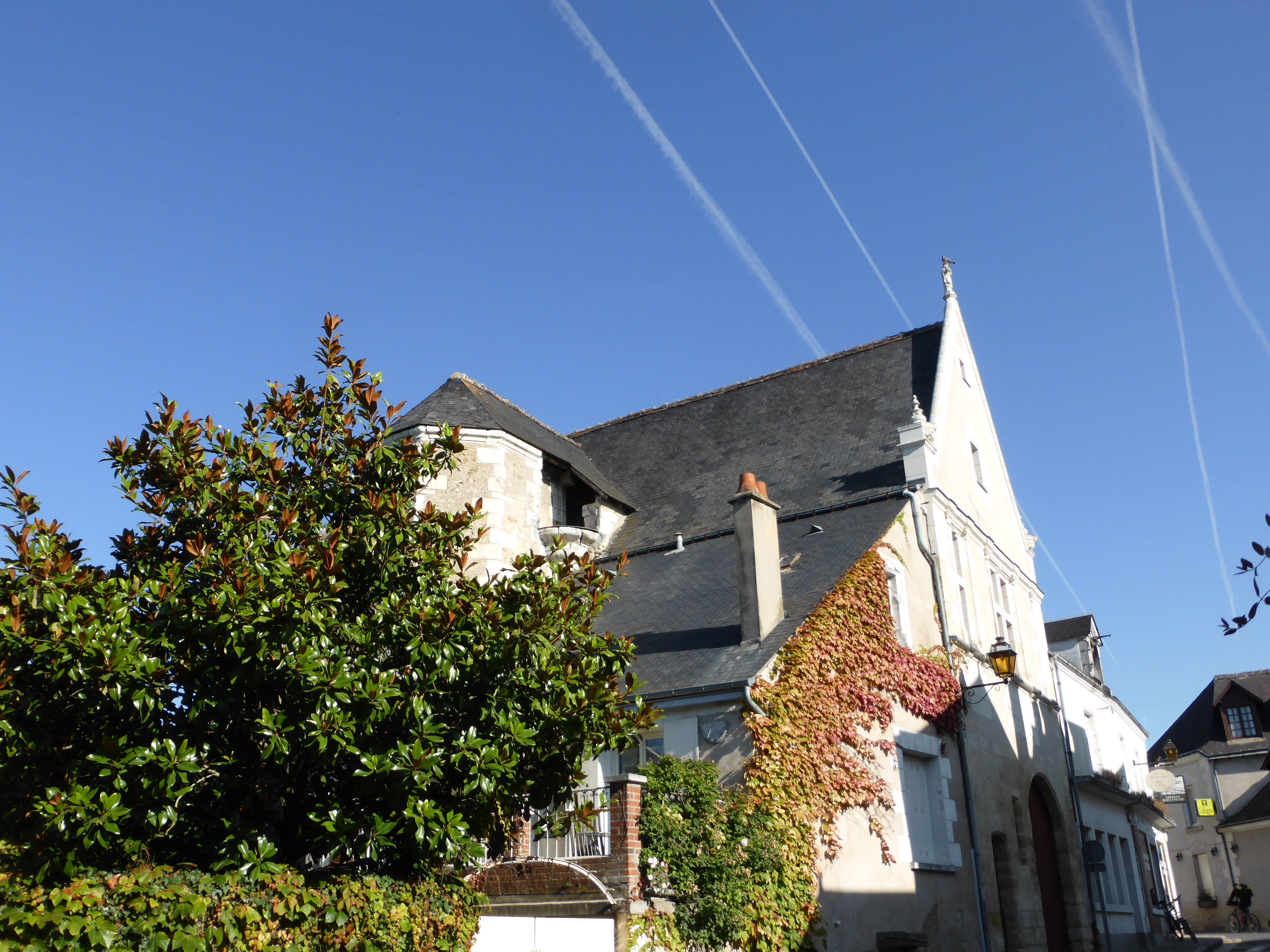
Maison des Pages
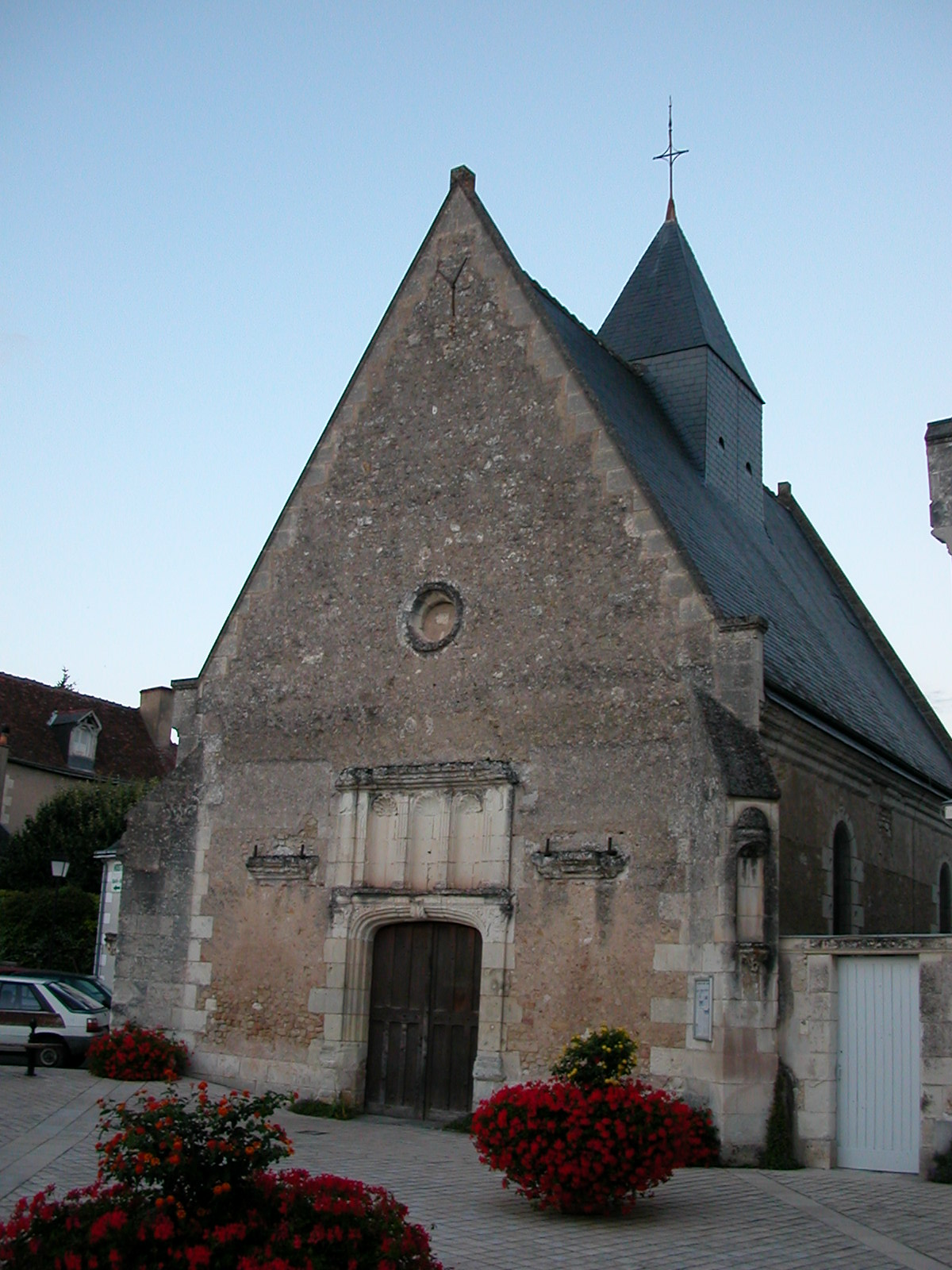
Pfarrkirche Saint-Jean-Baptiste
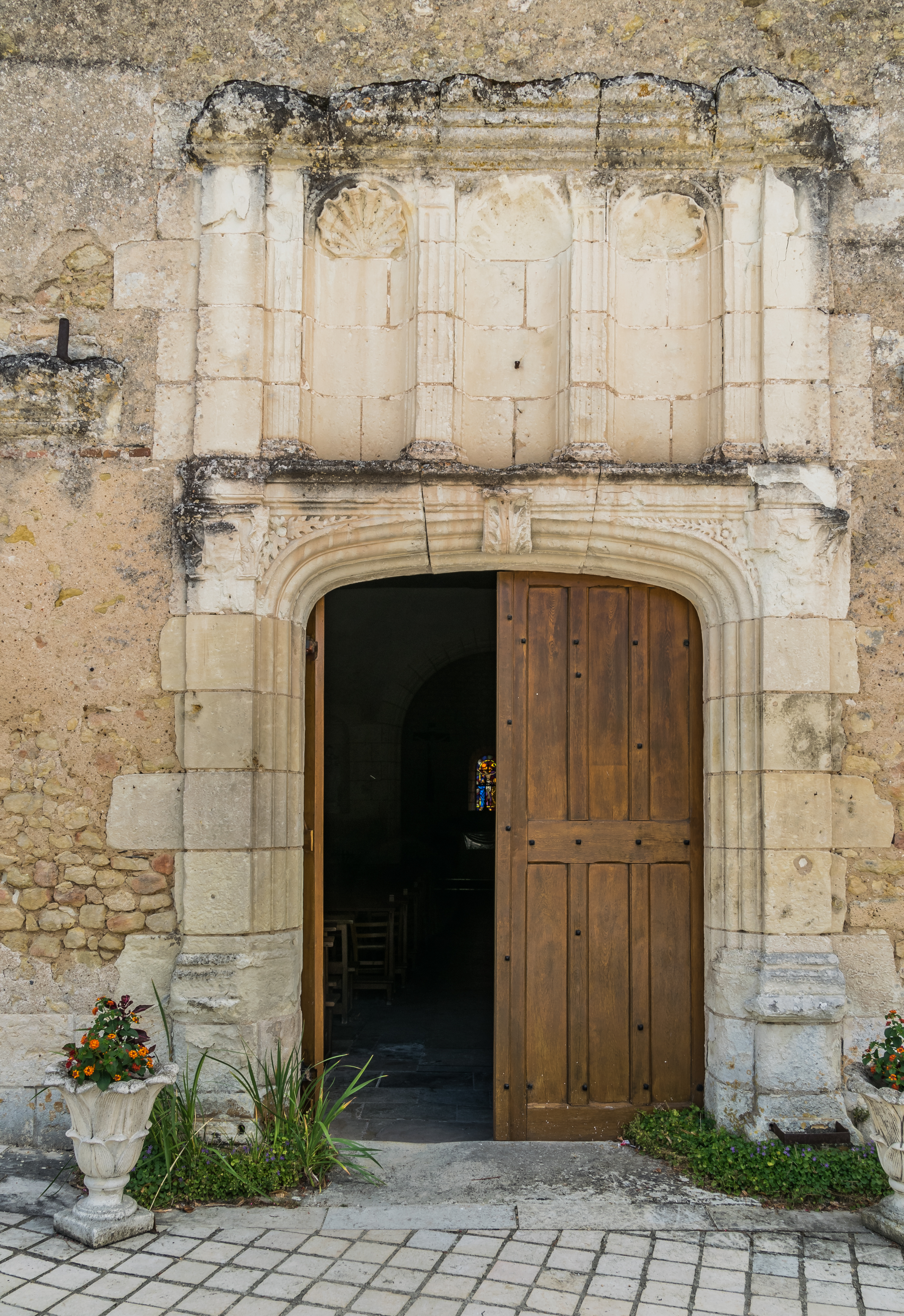
Pfarrkirche Saint-Jean-Baptiste, Eingangsportal

## Persönlichkeiten
- Pierre Fidèle Bretonneau (1778–1862), Arzt, Bürgermeister von Chenonceaux 1803–1807